# Limbanang
Limbanang is een bestuurslaag in het regentschap Lima Puluh Kota van de provincie West-Sumatra, Indonesië. Limbanang telt 4415 inwoners (volkstelling 2010).